# Mimosybra latefasciata
Mimosybra latefasciata là một loài bọ cánh cứng trong họ Cerambycidae.